# Artemón el Periforeta
Artemón el Periforeta fue un poeta griego del siglo V a. C.
Su mismo apodo, Periforeta (ilustre) indica el grado de aprecio que le tenían sus contemporáneos, que le consideraban como rival de Anacreonte, pero ninguna de sus obras ha llegado hasta nosotros.